# Monte Humphrey Lloyd
Il Monte Humphrey Lloyd (in lingua inglese: Mount Humphrey Lloyd) è una imponente montagna antartica, alta 2.975 m, che forma una parte sostanziale dello spartiacque tra le teste del Ghiacciaio Towles e del Ghiacciaio Manhaul, nei Monti dell'Ammiragliato, in Antartide. 
Il monte fu scoperto nel 1841 dall'esploratore polare britannico James Clark Ross, che ne assegnò la denominazione in onore di Humphrey Lloyd, fisico del Trinity College di Dublino e membro della British Science Association, molto attivo nel promuovere la ricerca magnetica e meteorologica in Antartide.